# Natalija Misjulja
Natalija Vladimirovna Dmitračenka-Misjulja (belorusko Наталья Владимировна Дмитроченко-Мисюля), beloruska atletinja, * 16. april 1966, Pestunica, Sovjetska zveza.
Nastopila je na poletnih olimpijskih igrah v letih 1996 in 2000, dosegla je sedemnajsto mesto v hitri hoji na 10 km in deveto v hitri hoji na 20 km. Na evropskih dvoranskih prvenstvih je v hitri hoji na 3 km osvojila naslov prvakinje leta 1987.